# Topper Returns
Topper Returns (Brasil: A Volta do Fantasma / Portugal: A Volta do Par Invisível) é um filme norte-americano de 1941, do gênero comédia, dirigido por Roy Del Ruth e estrelado por Joan Blondell e Roland Young.

## Notas sobre a produção

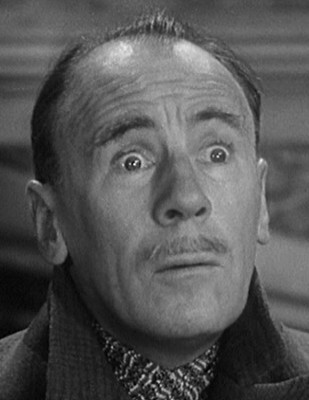
Roland Young em cena do filme

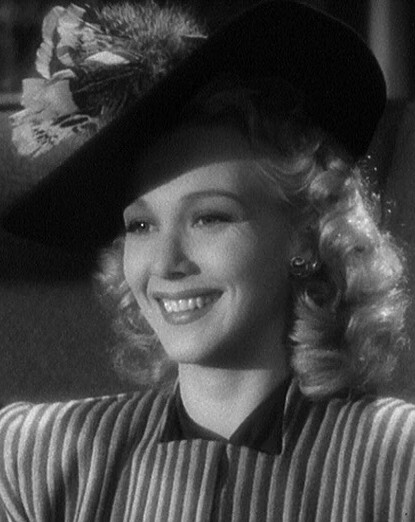
Carole Landis em cena do filme

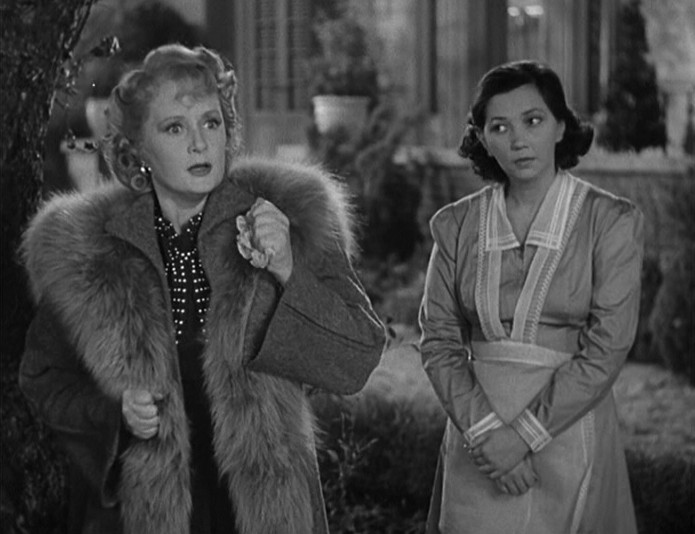
Outra cena do filme, desta vez com Billie Burke e Patsy Kelly